# Horváth István (történész)
Horváth István (Makó, 1885. december 18. – Ipolyság, 1941. június 27.) magyar tanár, történész, Hont vármegye jelentős régészeti kutatója.

## Életpályája, munkássága
Elemi iskolai és gimnáziumi tanulmányait szülővárosában, Makón végezte. A Pázmány Péter Tudományegyetemen doktorált történelemből. Pályafutásának kezdetén 5 éven keresztül Aquincum régészeti ásatásain vett részt. Tanári pályája első éveiben az Árva vármegyei Trsztenán magyar és latin nyelvet valamint történelmet tanított. 1915-től az Ipolysági Állami Főgimnázium tanára. Közbenjárása által sikerült újraindítani Ipolyságon az 1919 kezdetén bezáratott gimnázium felső tagozatának működését. 
Régészeti feltárásokat és helytörténeti kutatásokat végzett Ipolyságon és környékén, főként Horvátin, Kistompán és Ipolyhídvégen. Kutatásainak eredményeként megírta Ipolyság Emlékkönyve című 800 oldal terjedelmű művét. Tanári munkássága mellett az Ipolysági Egyházközség Iskolaszékének elnöki, a Hanza Szövetkezeti Áruközpont helyi szervezetének elnöki és a helyi Katolikus Legény Egylet elnöki tisztét is betöltötte. Tanártársával megalapította az Ipolysági Cserkész Egyesületet. 
Súlyos betegség következtében 1941. június 27-én hunyt el.